# Mr. Crowley
Mr. Crowley är en låt framförd av Ozzy Osbourne och först utgiven på albumet Blizzard of Ozz från 1980. Den släpptes även som singel och nådde som bäst 46:e plats på singellistan i Storbritannien. Låten är skriven av Ozzy Osbourne, Randy Rhoads och Bob Daisley, och handlar om Aleister Crowley, grundaren av filosofin Thelema och av många ansedd som en av 1900-talets mest inflytelserika ockultister. 
Covers har bland annat spelats in av Moonspell (Darkness and Hope, 2001), Cradle of Filth (Nymphetamine, 2004) och The Cardigans (Carnival, singel 1995).